# Oxymycterus hispidus
Oxymycterus hispidus là một loài động vật có vú trong họ Cricetidae, bộ Gặm nhấm. Loài này được Pictet mô tả năm 1843.